# Franz-Joseph Müller von Reichenstein
Pour les articles homonymes, voir Müller.
Franz-Joseph Müller Freiherr von Reichenstein ou Franz-Joseph Müller von Reichenstein (1er juillet - 12 octobre 1825) est un minéralogiste autrichien, célèbre pour avoir le premier identifié le tellure.

## Biographie
Les dates de sa naissance et de sa mort sont mal connues. 
Après des études de philosophie à Vienne (Autriche), il étudie à la Bergakademie de Schemnitz (actuellement Banská Štiavnica (Slovaquie)). Il occupa ensuite diverses fonctions dans la supervision des activités minières de l'Empire autrichien notamment dans le Tyrol et en Transylvanie.
C'est en 1782 et en Transylvanie qu'il découvrit le tellure.
Anobli en 1788 par l'empereur Léopold II, il fut fait baron (Freiherr) en 1820 par Franz II.